# Acratiidae
Acratiidae is een familie van kreeftachtigen uit de klasse van de Ostracoda (mosselkreeftjes).

## Geslachten
- Acratia Delo, 1930 †
- Famenella Polenova, 1953 †